# Christian Peduzzi
Christian Peduzzi (* 10. Juni 1991) ist ein schweizerisch-spanischer Unihockeyspieler, der seit 2010 in der spanischen Nationalmannschaft auf der Position des rechten Flügels spielt.

## Karriere

### Verein
Christian Peduzzi lancierte seine Karriere im Leistungssport bei den U18-Junioren des Grasshopper Club Zürich. Erst in seiner letzten Juniorensaison (2011/2012) avancierte Peduzzi jedoch zu einem Leistungsträger im Team der Zürcher. Dies bescherte ihm erste Einsätze in der ersten Mannschaft. Dabei gelang ihm ein Assist im Playoff-Viertelfinal gegen Chur.
Auf die Saison 2012/2013 hin wechselte Peduzzi in die SML-Equipe der Kloten-Bülach Jets. Dort spielte er seine erste ganze Saison in der höchsten Schweizer Liga, wobei ihm 4 Tore und 3 Assists gelangen. Nach einer zweiten Saison bei Kloten wechselte er in die unteren Amateurligen zum UHC Jump Dübendorf, der zu diesem Zeitpunkt in der vierthöchsten Liga der Schweiz spielten und mit ihm Ende Saison 2015/16 in die 1. Liga aufstiegen.

### Nationalmannschaft
Durch seine Erfolge in den besten Juniorenligen der Welt weckte Peduzzi auch das Interesse des spanischen Nationaltrainers. Vorerst kam Peduzzi in der spanischen U19-Nationalmannschaft zum Einsatz. In 5 Spielen der Weltmeisterschaftsqualifikation 2009 gelangen ihm 6 Tore und 3 Assists.
Aufgrund dieser Skorerwerte gelang ihm der Sprung in die Herren-Nationalmannschaft Spaniens, wo er während der Weltmeisterschaftsqualifikation 2010 sein Debüt gab. Für die Nationalmannschaft absolvierte Peduzzi bisher insgesamt 17 Spiele, darunter die Weltmeisterschaftsqualifikationen 2010, 2012 und 2016. Trotz seiner sechs Tore und drei Assists verfehlte Spanien die Teilnahme an der Weltmeisterschaftsendrunde jeweils knapp.

## Spielweise
Christian Peduzzi ist für seine technische Spielweise bekannt. Ausserdem ist er ein äusserst schneller Flügelstürmer.